# Cavalls cap a la fosca
Cavalls cap a la fosca és una novel·la de Baltasar Porcel, publicada l'any 1975.
Va rebre el premi Prudenci Bertrana l'any 1975, el Premi Nacional de la Crítica Literària el 1976, el premi Crítica Serra d’Or també el 1976 i el premi Internazionale Mediterraneo el 1977. A més, la traducció a l'anglès de la seva obra va ser reconeguda per Publisher’s Weekly i The Critics Choice com el millor llibre no escrit en anglès de l'any 1995. (Horses into the Night)